# Liste der Kulturdenkmale in Krautheim
In der Liste der Kulturdenkmale in Krautheim sind unbewegliche Bau- und Kunstdenkmale aller Stadtteile von Krautheim aufgeführt. Zur Stadt Krautheim gehören die Stadtteile Altkrautheim, Gommersdorf, Horrenbach, Klepsau, Krautheim, Neunstetten, Oberginsbach, Oberndorf und Unterginsbach. Grundlage für diese Liste ist die vom Regierungspräsidium Stuttgart herausgegebene Liste der Bau- und Kunstdenkmale.
Diese Liste ist nicht rechtsverbindlich. Eine rechtsverbindliche Auskunft ist lediglich auf Anfrage bei der Unteren Denkmalschutzbehörde der Stadt Krautheim erhältlich.

## Bau- und Kulturdenkmale der Stadt Krautheim

### Altkrautheim
Bau-, Kunst- und Kulturdenkmale in Altkrautheim (⊙):
| Bild           | Bezeichnung             | Lage                      | Datierung | Beschreibung                   | ID |
| -------------- | ----------------------- | ------------------------- | --------- | ------------------------------ | -- |
|                | Bildstock               | Ginsbacher Straße (Karte) |           | Bildstock                      |    |
| Weitere Bilder | St. Johannes der Täufer | Kirchgasse (Karte)        |           | Kirche St. Johannes der Täufer |    |
|                | Schule                  | Kirchgasse 8 (Karte)      |           | Schule                         | BW |

### Gommersdorf
Bau-, Kunst- und Kulturdenkmale in Gommersdorf (⊙):
| Bild           | Bezeichnung            | Lage                   | Datierung | Beschreibung | ID |
| -------------- | ---------------------- | ---------------------- | --------- | ------------ | -- |
| Weitere Bilder | Pfarrkirche St. Johann | Hauptstraße 18 (Karte) |           | Kirche       |    |
|                | Bildstock              | Kapellenstraße (Karte) |           | Bildstock    |    |

### Horrenbach
Bau-, Kunst- und Kulturdenkmale in Horrenbach (⊙):
| Bild           | Bezeichnung                | Lage                                      | Datierung | Beschreibung                                                                                      | ID |
| -------------- | -------------------------- | ----------------------------------------- | --------- | ------------------------------------------------------------------------------------------------- | -- |
| Weitere Bilder | Kapelle                    | Krautheimer Weg 14 (Karte)                |           | Kapelle                                                                                           |    |
| Weitere Bilder | Bildstock                  | Krautheimer Weg 14, neben Kapelle (Karte) |           | Bildstock                                                                                         |    |
|                | Rathaus und Schule         | Mühlwiese 1 (Karte)                       |           | Fachwerkhaus, bis 1966 Schule, bis 1971 Rathaus. Fachwerk bei Renovierung 1977 wieder freigelegt. |    |
|                | Dorfmühle oder Obere Mühle | Mühlwiese 4 (Karte)                       | 1598      | Dorfmühle oder Obere Mühle, Rundbogenportal mit Initialen und Jahreszahl, 1964 stillgelegt.       |    |

### Klepsau
Bau-, Kunst- und Kulturdenkmale in Klepsau (⊙):
| Bild | Bezeichnung    | Lage                         | Datierung | Beschreibung                      | ID |
| ---- | -------------- | ---------------------------- | --------- | --------------------------------- | -- |
|      | St. Georg      | Kirchweg, Bachstraße (Karte) |           | Katholische Pfarrkirche St. Georg |    |
|      | Kriegerdenkmal | neben Kirche                 |           | Kriegerdenkmal                    |    |
|      | Schule         | Bachstraße 14 (Karte)        |           | Schule                            | BW |
|      | Schule         | Lindenstraße 30 (Karte)      |           | Schule                            | BW |
|      | Wandstatuen    |                              |           | Wandstatuen                       |    |
|      | Mühle          |                              |           | Mühle                             |    |
|      | Wandinschrift  | am Mühlenhaus                |           | Wandinschrift                     |    |
|      | Wandbildnis    | am Mühlenhaus                |           | Wandbildnis                       |    |
|      | Wohngebäude    |                              |           | historisches Gebäude              |    |

### Krautheim (Kernstadt)
Bau-, Kunst- und Kulturdenkmale in der Kernstadt Krautheim (⊙):
| Bild           | Bezeichnung            | Lage                            | Datierung | Beschreibung | ID |
| -------------- | ---------------------- | ------------------------------- | --------- | --- | -- |
|                | St. Marien             | An der Kirche 6 (Karte)         |           | Kirche St. Marien | BW |
| Weitere Bilder | Burg- und Schloßanlage | Burgweg 6, 7, 8, 10, 12 (Karte) | 1213      | Die Burg Krautheim wurde 1213 von Wolfrad I. von Krautheim auf einem Bergsporn über Krautheim errichtet. Die Burg- und Schlossanlage steht als Sachgesamtheit unter Denkmalschutz: Burg (Nr. 10) und Schloss (Nr. 12) Krautheim, Anlage im letzten Viertel des 12. Jh.s durch Wolfrat I. von Krautheim; Burg mit Bergfried (Nr. 8, § 28) auf Kreisgrundriss aus Tuffsteinquadern, Schildmauer, Palas mit reich gestaltetem Portal und Halsgraben vor 1230, Burgkapelle mit quadratischem Grundriss, Westemporen und polygonalem, überwölbtem Chor zwischen 1230 und 1245, 1888/89 renoviert; Schloss ehemals Sitz des kurmainzischen Amtmanns, nach Verkauf 1887 zu einem privaten Wohnsitz umgebaut, mit dreigeschossigem westlichem Schlossflügel und einbezogener Umfassungsmauer der Burg des 13. Jh.s, sowie westlicher Risalit und polygonaler, hoher Treppenturm, 1612 erbaut unter dem Mainzer Erzbischof Johann Schweikhard von Kronberg und östlicher Schlossflügel, erbaut und bezeichnet 1723, am Tor Wappen des Erzbischofs Lothar Franz von Schönborn; westliche Mauerpforte an der Burgsteige bezeichnet 1594, mit Wappen des Mainzer Erzbischofs Wolfgang von Dalberg, Torüberbauung (Torwächterhaus) in Zierfachwerk des späten 19. Jh.s, sowie der nordwestlich anschließende sog. Neubau, zweigeschossiger Hausteinbau von Ende 19. Jh., schmiedeeiserne Tore des 18. Jh.s in Nähe der Mauerpforte am Burgweg; sog. Lindenhaus (Nr. 6) im Bereich der Vorburg, Wohnhaus über zwei Kelleranlagen der früheren mainzischen Kellerei, zum ehemaligen Halsgraben zwei Kellergeschosse freiliegend, bezeichnet 1544 und 1617, über dem massiven Unterbau eingeschossiger Fachwerkaufbau der Mitte des 16. Jh.s, Umbau im 19. Jh.; äußere Ringmauer des 15./16. Jh.s (Flstnrn. 65/2, 8/3, 8/4) mit Mauerturm an der Westseite, sog. Fuchsbau (Nr. 7) dreigeschossig, oberstes achteckiges Geschoss mit Zeltdach 1887 aufgesetzt, außerdem Rundtürme an der Südspitze und nördlich der Schildmauer; Wappenstein des Mainzer Erzbischofs Johann Philipp von Schönborn, bezeichnet 16.. (verm. 1672), gegenüber Nr. 15, in der Stützmauer des Burgwegs; ferner Gräben und Zwinger, Burghof, Schlossgarten, Lapidarium im sog. Kapellenhof. |    |

### Neunstetten
Bau-, Kunst- und Kulturdenkmale in Neunstetten mit dem Dorf Neunstetten (⊙) und den Wohnplätzen Ölmühle (⊙) und Untere Mühle (⊙):
| Bild           | Bezeichnung         | Lage                                        | Datierung | Beschreibung | ID |
| -------------- | ------------------- | ------------------------------------------- | --------- | --- | -- |
| Weitere Bilder | Jüdischer Friedhof  | Im Züker (Gewann), Neunstetter Höhe (Karte) | 1837      | Der jüdische Friedhof Krautheim wurde 1837 mit einer Fläche von 7,5 Ar angelegt. Die ältesten Grabsteine stammen aus demselben Jahr.                                                                         |    |
| Weitere Bilder | Evangelische Kirche | Kirchhofweg 5 (Karte)                       | 1758      | Die Evangelische Kirche in Neunstetten wurde 1758 erbaut. |    |
| Weitere Bilder | Schloss Neunstetten | Schloßgartenstraße (Karte)                  | 1568      | Das Schloss Neunstetten wurde im Jahre 1568 vom Sohn des berühmten Götz von Berlichingen, Hans Jakob, der als letzter der Familie von Berlichingen im Kreuzgang des Klosters Schöntal bestattet ist, erbaut. |    |

### Oberginsbach
Bau-, Kunst- und Kulturdenkmale in Oberginsbach (⊙):
| Bild           | Bezeichnung                          | Lage                        | Datierung | Beschreibung | ID |
| -------------- | ------------------------------------ | --------------------------- | --------- | ------------ | -- |
| Weitere Bilder | Kirche Zum Heiligsten Altarsakrament | Kirchstraße 4 (Karte)       |           | Kirche       |    |
|                | Schule                               | Oberginsbach, Kirchstraße 6 |           | Schule       |    |

### Oberndorf
Bau-, Kunst- und Kulturdenkmale in Oberndorf mit dem Dorf Oberndorf (⊙) und den Wohnplätzen Knock (Kapellenberg) (⊙) und Stockbrunnenwiesen (⊙):
| Bild           | Bezeichnung | Lage                | Datierung | Beschreibung | ID |
| -------------- | ----------- | ------------------- | --------- | ------------ | -- |
|                | Bildstock   | Kapellenweg (Karte) |           | Bildstock    |    |
| Weitere Bilder | Kapelle     | Kapellenweg (Karte) |           | Kapelle      |    |

### Unterginsbach
Bau-, Kunst- und Kulturdenkmale in Unterginsbach (⊙):
| Bild           | Bezeichnung                | Lage                | Datierung | Beschreibung | ID |
| -------------- | -------------------------- | ------------------- | --------- | --- | -- |
| Weitere Bilder | Kapelle St. Johann Baptist | Friedhofweg (Karte) |           | Kapelle St. Johann Baptist. Entfernt vom Dorf steht die wohl Mitte 12. Jahrhundert erbaute katholische Kapelle St. Johann Baptist, 1598 erstmals genannt. An der Nordwand befindet sich im Inneren das Fragment einer romanischen Wandmalerei, die die Opferung Isaacs darstellt. |    |